# The Begotten
"The Begotten" és el dotzè episodi de la cinquena temporada de la sèrie de televisió de ciència-ficció estatunidenca Star Trek: Deep Space Nine, el 110è de tota la sèrie. Originalment es van emetre en redifusió a partir del 27 de gener de 1997. L'episodi va ser dirigit per Jesús Salvador Treviño i el guió fou escrit per René Echevarria.
Ambientada al segle XXIV, la sèrie segueix les aventures a Espai Profund 9, una estació espacial situada prop d'un forat de cuc estable entre els Quadrants Alfa i Gamma de la Via Làctia, prop del planeta Bajor, mentre els bajorans es recuperen d'una brutal ocupació de dècades pels imperialistes cardassians. El Quadrant Gamma acull un imperi hostil conegut com el Domini, governat pels Fundadors que canvien de forma. A les temporades mitjanes de la sèrie, la Federació està amenaçada tant per l'Imperi Klíngon com pel Domini. En aquest episodi, el cap de seguretat d’Espai Profund 9, Odo, un antic canviant a qui li han desposseït els seus poders perquè va matar un altre canviant, intenta criar un canviant nadó mentre s'enfronta al científic que el va maltractar quan ell mateix era un canviant nadó; mentrestant, la major Kira Nerys dóna a llum el nadó de Keiko i Miles O'Brien.
Aquest episodi és la segona aparició del Dr. Mora Pol, el científic que va estudiar Odo, presentat a l’episodi de la segona temporada "The Alternate". L'actor James Sloyan reprèn el paper.

## Argument
El taverner d’Espai Profund 9, Quark, ha aconseguit un canviant nadó i el ven a Odo. Odo comença a intentar ensenyar al seu "fill" a canviar de forma; es disgusta quan arriba per ajudar el Dr. Mora, el científic bajorà que va "criar" Odo.
El Dr. Mora i Odo immediatament xoquen sobre la millor manera de criar el canviant. Odo, encara enfadat pels mètodes invasius que el Dr. Mora va utilitzar amb ell, espera arribar al nadó mitjançant l'ànim. Mora insisteix a sondejar i mesurar la criatura, per a disgust d'Odo. Malauradament, Odo fa pocs progressos utilitzant els seus propis mètodes. Sota la pressió de la Flota Estel·lar, Odo no té més remei que recórrer als mètodes de Mora.
Utilitzant l'equip del Dr. Mora, Odo utilitza descàrregues elèctriques per impulsar el canviant perquè mantingui diverses formes bàsiques. Tots dos es sorprenen quan la criatura imita la forma de la cara d'Odo. El moment uneix Odo i Mora, sobretot quan Mora admet a Odo que la seva cura sembla haver-lo ajudat a establir una connexió amb el nadó. El suport de Mora ajuda Odo a perdonar finalment Mora per tractar-lo més com un espècimen que com una persona. Convida el Dr. Mora a celebrar el seu èxit amb una copa de xampany, però l'alegria es trenca quan Odo rep la notícia que la criatura s'està morint.
El Dr. Bashir no pot salvar el "nen". Odo sosté la criatura moribunda a les seves mans i, mentre mor, el nadó canviant es fusiona amb Odo i restaura les seves habilitats de canvi de forma.
Mentrestant, la Major Kira entra en part i dóna a llum com a mare subrogada el nadó de Keiko i Miles O'Brien, després d'haver d'escoltar les discussions de Shakaar, l'amant de Kira, i Miles (fins al punt que gairebé els expulsen de veure Kira donar a llum). Al final de l'episodi, Kira explica a Odo els seus sentiments de pèrdua, després d'entregar el nadó als seus pares. Odo li diu que sap com se sent, i els dos surten a passejar junts.

## Actors convidats
- Rosalind Chao - Keiko
- Duncan Regehr - Shakaar
- Peggy Roeder - Y'Pora
- James Sloyan - Dr. Mora Pol

## Producció
Aquest episodi va ser dirigit per Jesús Salvador Treviño i escrit per René Echevarria.

## Recepció
Aquest episodi es va emetre per primera vegada a la televisió el 27 de gener de 1997. Va rebre una puntació Nielsen de 6,2 punts quan es va estrenar.
Zack Handlen de The A.V. Club va donar una crítica positiva a l'episodi, dient: "això no hauria de funcionar. Però funciona".
Keith DeCandido de Tor.com li va donar un 6 sobre 10 i va considerar que era una oportunitat perduda no utilitzar el personatge Worf, ja que havia ajudat a Keiko amb la interpretació de Molly; Aquest esdeveniment ja s'havia esmentat anteriorment a l'episodi "Accession".
El 2015, Geek.com va recomanar aquest episodi com a "imprescindible" per a la seva guia de marató de sèries abreujada Star Trek: Deep Space Nine.
El 2018, SyFy va recomanar aquest episodi per la seva guia abreujada de visionat del personatge bajorà Kira Nerys. Destaquen aquest episodi per tenir connexions i "moments bonics".
El 2019, Tor.com també va assenyalar això com un "essencial" per al personatge d'Odo, però també va assenyalar la història del naixement d'O'Brien amb Kira i va assenyalar el tema comú de la paternitat. En particular, assenyalen com exploren els sentiments d'Odo sobre la paternitat, en comparació amb els problemes que va tenir durant la seva criança.